# Анцола дел'Емилија
Анцола дел'Емилија (итал. Anzola dell'Emilia) је насеље у Италији у округу Болоња, региону Емилија-Ромања.
Према процени из 2011. у насељу је живело 8927 становника. Насеље се налази на надморској висини од 41 м.

## Становништво
Према резултатима пописа становништва 2011. у општини је живело 11.851 становника.
| 1931. | 1936. | 1951. | 1961. | 1971. | 1981. | 1991.  | 2001.  | 2011.  |
| ----- | ----- | ----- | ----- | ----- | ----- | ------ | ------ | ------ |
| 5.721 | 5.869 | 5.906 | 5.769 | 7.505 | 8.465 | 10.040 | 10.373 | 11.851 |

## Партнерски градови
- Polistena